# Tetrastigma planicaule
Tetrastigma planicaule là một loài thực vật hai lá mầm trong họ Nho. Loài này được (Hook. f.) Gagnep. miêu tả khoa học đầu tiên năm 1910.